# 芹沢耕二
芹沢　耕二（せりざわ こうじ）は、日本の脚本家、漫画原作者。

## 概要
主に、任侠系漫画の脚本を手がける。

## 作品
- 王道ヤクザ伝六代目山口組司忍
- 実録・突破ヤクザ伝　夜桜銀次　平尾国人（竹書房、2005年11月）
- 実録アウトロー列伝夜桜銀次
- 実録アウトロー列伝殺人鬼の神話
- 実録アウトロー列伝悪魔のキューピー
- 横浜愚連隊
- 武闘王ボンノ

| スタブアイコン | サブスタブ | この項目は、まだ閲覧者の調べものの参照としては役立たない、漫画家・漫画原作者に関連した書きかけの項目です。この項目を加筆・訂正などしてくださる協力者を求めています（P:漫画/PJ:漫画家）。 |